# Nombre de Gukhman
El nombre de Gukhman ({\displaystyle Gu}) és un nombre adimensional que s'utilitza en les operacions de transferència de calor combinades amb la transferència de massa com les operacions d'assecat. Es defineix com un criteri per a una transferència tèrmica convectiva mitjançant evaporació a pressió constant.
Aquest nombre rep el nom d'Alexander Adolfovitx Gukhman, enginyer químic rus.
Es defineix de la següent manera:
{\displaystyle Gu={\frac {T-T_{m}}{T}}}
on :
- {\displaystyle T} = temperatura del gas que es mou per sobre de la superfície mullada (K).
- {\displaystyle T_{m}} = temperatura superficial mullada (K).